# Manuel Piqueras Luna
Manuel Eduardo Jorge Piqueras Luna (20 de octubre de 1946) es un doctor en sociología, investigador, catedrático, escritor y político peruano.

## Biografía
Nació en Lima el 20 de octubre de 1946. Es nieto del arquitecto español Manuel Piqueras Cotolí. 
Cursó sus estudios primarios y parte de los secundarios en el Colegio de la Inmaculada de Lima y culminó sus estudios secundarios en el Colegio La Salle en 1963. En 1975 obtuvo el bachillerato en sociología por la Pontificia Universidad Católica del Perú, licenciándose finalmente en 1989. En 1998 obtiene el grado de magíster en sociología por la misma universidad y entre el 2004 y el 2006 el doctorado en sociología por la Universidad Johann Wolfgang Goethe de Fráncfort del Meno.
Fue catedrático de la Pontificia Universidad Católica del Perú entre 1990 y 1991 y también en el Instituto Nacional de Altos Estudios Policiales (1998), la Escuela de Posgrado de la Universidad Nacional Federico Villarreal (2002), la Escuela de Posgrado de la Universidad Nacional San Cristóbal de Huamanga (2002 a 2012) y la Escuela de Posgrado de la Universidad César Vallejo (2015).
Asimismo, realizó varias publicaciones en medios nacionales e internacionales y trabajó como asesor de varias entidades públicas a nivel nacional.

## Vida Política
En 1983 fundó, junto con Francisco Soberón Garrido la Asociación Pro Derechos Humanos - APRODEH.
En las elecciones parlamentarias de 1985 fue elegido diputado por Lima Metropolitana por la Izquierda Unida.